# Lola Dueñas
María Dolores Dueñas Navarro, más conocida como Lola Dueñas (Madrid, 6 de octubre de 1971), es una actriz española.

## Biografía
Hija del actor Nicolás Dueñas (1941-2019) y de la representante de artistas María Navarro (f. 2022) —exmánager de la cantante Isabel Pantoja durante varias décadas—, fue hermana de la abogada Ana Dueñas Navarro (1965-2016), quien falleció a los 50 años.
Lola estudió interpretación en el Teatro de La Abadía con José Luis Gómez. Debutó en el cine con Mensaka (1998) y, tras intervenir en la serie de televisión Policías, en el corazón de la calle, se convierte en una de las más cotizadas actrices españolas, con trabajos en películas como Las razones de mis amigos, Piedras, Días de fútbol o Fuera de carta. Conoce la popularidad y el reconocimiento profesional merced a su trabajo en Mar adentro, de Alejandro Amenábar y Volver, de Pedro Almodóvar, que también la dirige en Hable con ella, Los abrazos rotos y  Los amantes pasajeros.
Premiada en los festivales de Cannes y San Sebastián, consiguió sendos Premios Goya por Mar adentro (2004) y Yo, también (2009).

## Filmografía parcial
- Mensaka, páginas de una historia (Salvador García Ruiz, 1998).
- Las razones de mis amigos (Gerardo Herrero, 2000) Como Ainhoa.
- Marta y alrededores (2000).
- Terca vida (Fernando Huertas, 2000) Como Estela.
- Todo me pasa a mí (Miquel García Borda, 2001) Como Txell.
- Diminutos del calvario (Juan Antonio Bayona y Chiqui Carabante, 2001).
- Hable con ella (Pedro Almodóvar, 2002) Como Matilde.
- Piedras (Ramón Salazar, 2002) Como Daniela.
- Del Flaubert que te leíste un día gris
- Días de fútbol (David Serrano, 2003) Como Macarena.
- 238  (Andrés M. Koppel) (2003) (cortometraje) Como Lola.
- En camas separadas (Javier Rebollo) (2003)
- Ayer empezó todo (Jonay García) 2003) (cortometraje)
- Mar adentro (Alejandro Amenábar, 2004) Como Rosa.
- Lo que sé de Lola (Javier Rebollo, 2005) Como Dolores.
- Volver (Pedro Almodóvar, 2006) Como Sole.
- Fuera de carta (Nacho G. Velilla, 2008) Como Alex.
- Yo, también (Álvaro Pastor y Antonio Naharro, 2009) Como Laura.
- Sin ella (Jorge Colón, 2009) Como Carmen.
- Los abrazos rotos (Pedro Almodóvar, 2009) Como Lectora de labios.
- Las chicas de la sexta planta (2011)
- Los amantes pasajeros  (Pedro Almodóvar, 2013).
- 10.000 noches en ninguna parte  (Ramón Salazar, 2013).
- Los fenómenos (Alfonso Zarauza, 2014).
- Incidencias (Juan Cruz y José Corbacho, 2015).
- Zama (Lucrecia Martel, 2016)
- No sé decir adiós (Lino Escalera, 2017)
- Viaje al cuarto de una madre (Celia Rico Clavellino, 2018)

## Televisión
| Año         | Serie                               | Canal               | Personaje                | Notas        |
| ----------- | ----------------------------------- | ------------------- | ------------------------ | ------------ |
| 1998        | Periodistas                         | Telecinco           | Carmen                   | 1 episodio   |
| 2000 - 2002 | Policías, en el corazón de la calle | Antena 3 Television | Susana Ramos             | 69 episodios |
| 2012        | Aída                                | Telecinco           | Marisa González          | 3 episodios  |
| 2019        | Instinto                            | Movistar+           | Laura Mur Seco           | 8 episodios  |
| 2020        | Veneno                              | Atresplayer Premium | Faela Sáinz              | 3 episodios  |
| 2023        | La Mesías                           | Movistar+           | Montserrat Baró (adulta) | 4 episodios  |

## Premios y candidaturas
Festival Internacional de Cine de Cannes
| Año  | Categoría                                                | Película | Resultado |
| ---- | -------------------------------------------------------- | -------- | --------- |
| 2006 | Mejor actriz (exaequo con las 5 actrices de la película) | Volver   | Ganadora  |

Festival Internacional de Cine de San Sebastián
| Año  | Categoría                         | Película    | Resultado |
| ---- | --------------------------------- | ----------- | --------- |
| 2009 | Concha de Plata a la mejor actriz | Yo, también | Ganadora  |

Premios Anuales de la Academia "Goya"
| Año  | Categoría                                  | Película                     | Resultado |
| ---- | ------------------------------------------ | ---------------------------- | --------- |
| 2004 | Mejor interpretación femenina protagonista | Mar adentro                  | Ganadora  |
| 2006 | Mejor interpretación femenina de reparto   | Volver                       | Nominada  |
| 2009 | Mejor interpretación femenina protagonista | Yo, también                  | Ganadora  |
| 2017 | Mejor interpretación femenina de reparto   | No sé decir adiós            | Nominada  |
| 2018 | Mejor interpretación femenina protagonista | Viaje al cuarto de una madre | Nominada  |

Unión de Actores y Actrices
| Año  | Categoría                                     | Película                            | Resultado |
| ---- | --------------------------------------------- | ----------------------------------- | --------- |
| 1998 | Mejor interpretación revelación               | Mensaka                             | Ganadora  |
| 2000 | Mejor interpretación secundaria de televisión | Policías, en el corazón de la calle | Nominada  |
| 2004 | Mejor actriz secundaria de cine               | Mar adentro                         | Ganadora  |
| 2006 | Mejor actriz secundaria de cine               | Volver                              | Nominada  |
| 2009 | Mejor actriz protagonista de cine             | Yo, también                         | Ganadora  |
| 2009 | Mejor actriz de reparto de cine               | Los abrazos rotos                   | Nominada  |

Medallas del Círculo de Escritores Cinematográficos
| Año  | Categoría               | Película                     | Resultado |
| ---- | ----------------------- | ---------------------------- | --------- |
| 2004 | Mejor actriz secundaria | Mar adentro                  | Ganadora  |
| 2006 | Mejor actriz secundaria | Volver                       | Nominada  |
| 2009 | Mejor actriz            | Yo, también                  | Nominada  |
| 2017 | Mejor actriz secundaria | No sé decir adiós            | Ganadora  |
| 2018 | Mejor actriz            | Viaje al cuarto de una madre | Ganadora  |

Fotogramas de Plata
| Año  | Categoría                  | Serie                               | Resultado |
| ---- | -------------------------- | ----------------------------------- | --------- |
| 2000 | Mejor actriz de televisión | Policías, en el corazón de la calle | Nominada  |

Premios Feroz
| Año  | Categoría                              | Película          | Resultado |
| ---- | -------------------------------------- | ----------------- | --------- |
| 2017 | Mejor actriz de reparto                | No sé decir adiós | Nominada  |
| 2024 | Mejor actriz protagonista de una serie | La Mesías         | Ganadora  |

Premios Gaudí
| Año  | Categoría    | Película                     | Resultado |
| ---- | ------------ | ---------------------------- | --------- |
| 2019 | Mejor actriz | Viaje al cuarto de una madre | Ganadora  |

Semana de Cine de Melilla
| Año  | Categoría                | Resultado |
| ---- | ------------------------ | --------- |
| 2025 | Premio Ciudad de Melilla | Ganadora  |